# Atle Selberg
Atle Selberg   (Langesund, 14 de juny de 1917 - Princeton, 6 d'agost de 2007) va ser un matemàtic noruec, conegut pels seus treballs en la teoria analítica dels nombres i sobre la hipòtesi de Riemann.
Sent estudiant, Selberg va ser influenciat pels treballs i la personalitat del matemàtic Srinivasa Ramanujan. Va estudiar a la Universitat d'Oslo, on va obtenir el doctorat el 1943. Durant la Segona Guerra Mundial, mentre va estar confinat a casa dels seus pares a Gjøvik per les autoritats d'ocupació nazis, va treballar en solitari sobre la funció zeta de Riemann. El 1948 realitza una demostració elemental del teorema dels nombres primers. Alhora, el matemàtic Paul Erdős va realitzar una altra demostració. motiu pel qual es va iniciar una disputa entre els dos matemàtics, sobre qui havia demostrat primer el teorema. Per tots els seus resultats, Selberg rebé la Medalla Fields el 1950. Als anys 50, marxà als Estats Units, a l'Institut d'Estudis Avançats de Princeton. En aquests anys aconsegueix importants resultats treballant sobre l'operador laplacià i la superfície de Riemann. Va rebre el Premi Wolf el 1986. L'any 2002, un any abans que el govern noruec atorgués per primera vegada el premi Abel, se li va concedir un premi Abel honorífic.

## Obra destacada
- Atle Selberg Collected Papers: 1 (Springer-Verlag, Heidelberg), ISBN 0-387-18389-2
- Collected Papers (Springer-Verlag, Heidelberg Mai 1998), ISBN 3-540-50626-8